# Björn Arahb
Björn Werner Arahb, född 13 februari 1943 i Solna församling i Stockholms län, död 28 februari 2014 i Uppsala domkyrkoförsamling, var en svensk vissångare.
Arahb var under 1960-talet verksam som kort- och experimentfilmare. På sitt debutalbum påminner han om Olle Adolphson, medan det andra innehåller tolkningar av Cornelis Vreeswijk. På detta album medverkar Wlodek Gulgowski (från Made in Sweden), Jan Bandel, Luis Agado (från Energy) och Sabu Martinez. Svantes visor innehåller sånger av dansken Benny Andersen, som ursprungligen sjöngs av Povl Dissing och som översattes av Cornelis Vreeswijk. På albumet Visor ur klyvnadens tid framför Arahb egna tonsättningar av texter av Ivar Lo-Johansson.
Han var gift med Anne-Charlotte Jonsson (född 1948), med vilken han fick en dotter (född 1975), och var därefter sambo med Agneta Tollin (född 1955).

## Diskografi
- 1973 – Björnspår (YTF, EFG-7334)
- 1974 – Jag är en bekymrad socialist (YTF EFG-5016063)
- 1975 – Svantes visor (YTF 50022)
- 1979 – Sjunger Ture Nerman (tillsammans med Monica Nielsen, A Disc BS791009)
- 1981 – Visor ur klyvnadens tid  (A-disc Bs 801120)
- 1986 – Eld i berget (Rallarlaget, Rallaren Rall 101)
- 1999 – Bellman på Skansen (tillsammans med Pierre Ström, MBPCD 101)
- 2003 – Rallare: visor från Malmbanan/Ofotbanen (tillsammans med Ragnar Olsen och Pierre Ström,  YTF Records YTFR 110)

## Filmografi i urval
- 1962 – Närhet och rymd (regi, manus, produktion, foto, klippning)
- 1963 – Epilog (Regi, manus, foto, klippning, pris för bästa foto vid andra internationella kortfilmsfestivalen 1964)
- 1965 – Prologue (regi, manus, produktion, foto)
- 1968 – Himlen är blå (regi, manus, klippning)